# Mujer de Naharon

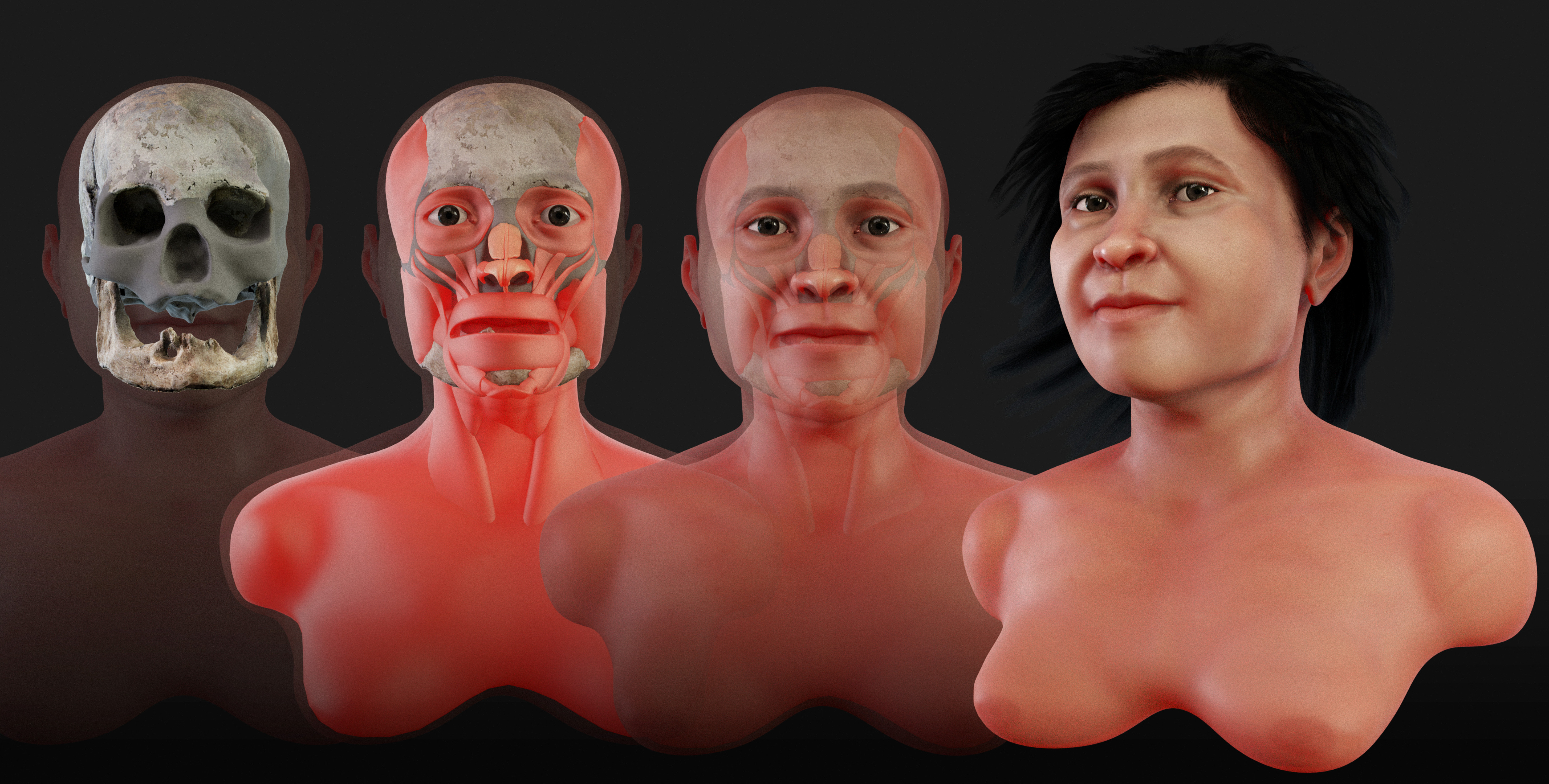
Reconstrucción facial de la Eva de Naharon realizada por Cícero Moraes

La Mujer de Naharon es el nombre con el que se conoce al esqueleto humano encontrado en el año 2002 por el explorador y arqueólogo subacuático Octavio Del Río en las cavernas de Tulum en el estado de Quintana Roo en México.  Recibe este nombre por llamarse así el sistema de túneles y cenotes en donde fue descubierta la osamenta. Se le ha llamado también la Eva de Naharon, inicialmente su antigüedad se estimó en 14 500 años, sin embargo, de acuerdo a dataciones por medio de radiocarbono (Rc 14) y por la técnica de aceleración por espectrometría de masas (AEM), se ha calculado que tiene una antigüedad de 13 600 años.

## Eva de naharon
En la península de Yucatán existen sistemas cársticos que cuentan con cuevas sumergidas, cuevas secas, cenotes y túneles que se formaron hace menos de un millón de años. Debido a los cambios climáticos que ha sufrido el planeta, el nivel del mar ha cambiado a través de los siglos dejando expuesto o cubriendo el fondo marino en diversas ocasiones. A finales del Pleistoceno, el mar se encontraba 90 m por debajo del nivel actual en las costas de Quintana Roo, al ocurrir el último deshielo, de esta época geológica, el mar incrementó su altura hasta llegar a su nivel actual.  

### Ubicación
La osamenta se encontraba a 368 m de distancia de una de las entradas del sistema de túneles y cenotes conocido como Naranjal y a 22.6 m de profundidad en la cueva de Naharon. Fue reportada por el espeleobuzo e investigador mexicano Octavio del Río en el año 2000. Los trabajos de rescate se realizaron en la primera década del siglo XXI. Se logró obtener un 80 % de la osamenta, de acuerdo al doctor Alejandro Terrazas de la Universidad Nacional Autónoma de México, perteneció a una mujer de 1.40 m de altura con un peso aproximado de 53 kg, cuya edad, al momento de su muerte, podría haber sido de 25 a 30 años. Por las características que presentan los huesos, se cree que la mujer padeció el síndrome de Klippel-Feil tipo II. 
El equipo de espeleobuceo y arqueología subacuática que trabajó en el 2003 fue conformado por Octavio del Río, líder del equipo y codirector del proyecto, junto con el paleontólogo Arturo González y la arqueóloga Carmen Rojas Sandoval, además Eugenio Aceves, fotógrafo y vídeo subacuático. Los trabajos de investigación y colecta de los vestigios se realizaron dentro del proyecto “Atlas arqueológico subacuático para el registro, estudio y protección de los cenotes en la península de Yucatán” con el aval de la Subdirección de Arqueología Subacuática del Instituto Nacional de Antropología e Historia. Además de la Eva de Naharon, nombrada así por ser el primer fósil humano reportado en la Península de Yucatán y el más antiguo de América, es uno de los 9 individuos hasta el momento reportados en los cenotes y sistemas de cuevas del área de Tulum, entre los que se encuentran Naia, el Joven de Chan Hol, la Mujer de Las Palmas, El Pit, y el Hombre del Templo. Estos descubrimientos apoyan la hipótesis del poblamiento de América desde el sur del continente asiático y confirman el poblamiento de la península de Yucatán a finales del pleisteceno.
El proyecto más tarde se convirtió en un atlas arqueológico que incluía el resto de los cenotes de la península de Yucatán, un proyecto codirigido por Arturo Gonzales, Carmen Rojas y Octavio Del Río.

## Geología
El subsistema Naranjal es parte del sistema Ox Bel Ha de las cuevas de Tulum.

## Fósil
El análisis de los huesos de la mujer de Naharon mostró que murió alrededor de los 25-30 años, que midió 1,41 m y pesaba unos cincuenta kilogramos. Parece que sufría del síndrome de Klippel-Feil, tipo II3. Los restos fueron objeto de una reconstrucción facial en 2018.

## Citas
El esqueleto de la mujer de Naharon fue fechado hace 13.600 años por carbono-14, lo que lo convierte en uno de los fósiles humanos más antiguos conocidos en las Américas. El fósil de Naharon es aproximadamente 1.000 años mayor que dos esqueletos que han proporcionado información genética: la esposa de Naia, encontrada en 2007 en la misma región, y el hijo de Anzick, encontrado en 1968 en Montana, en los Estados Unidos. Se estima que otros esqueletos descubiertos con la esposa de Naharon tienen entre 11.000 y 14.000 años de edad.